# Bystrá (Západní Tatry)
Bystrá (2248 m n. m.) je nejvyšším vrcholem Západních Tater. Nachází se v jižní rozsoše hlavního hřebene části Liptovské Tatry. Vypíná se nad Račkovou dolinou, Kamenistou dolinou a Bystrou dolinou. Z vrcholu je kruhový výhled do okolí.
Na jižním úpatí vrcholu leží v ledovcových karech dvě Bystré plesa a níže situované pleso Anitino očko.

## Přístup
Přístup je možný z Bystré doliny po žluté turistické značce, nebo z Bystrého sedla po modré žluté značce.

## Galerie

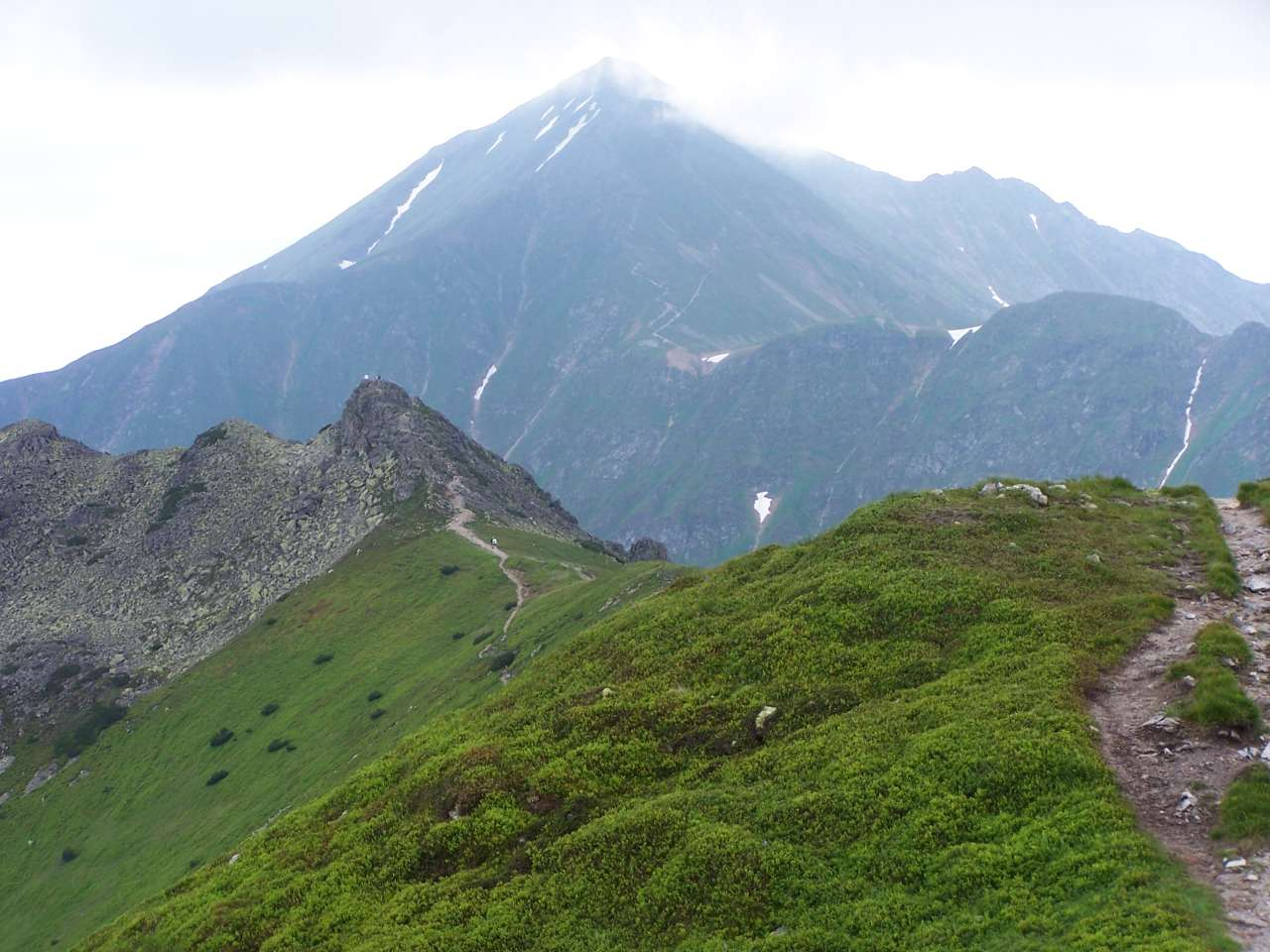
Bystrá ze severu ze Zadního Ornaku

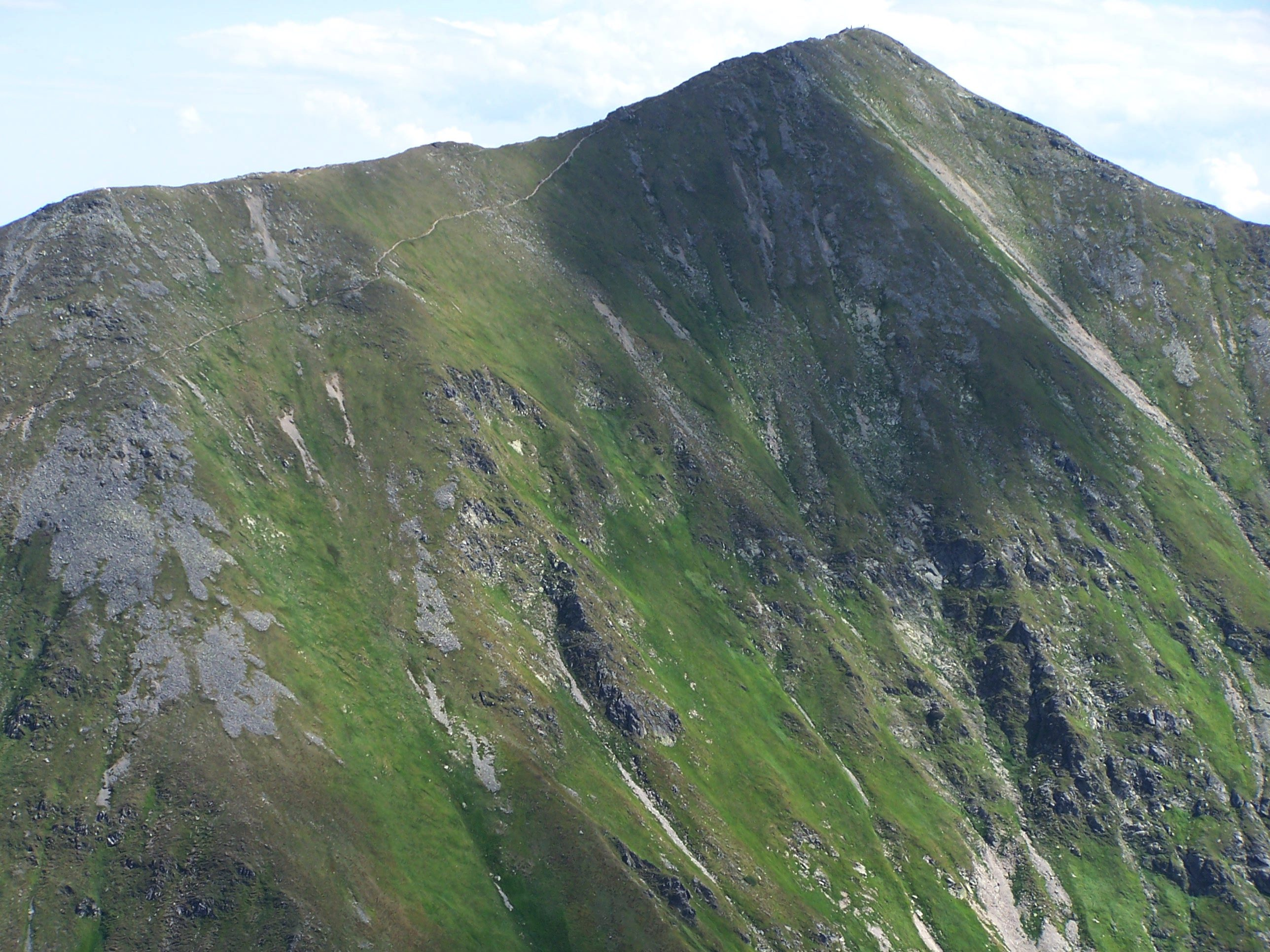
Bystrá od západu

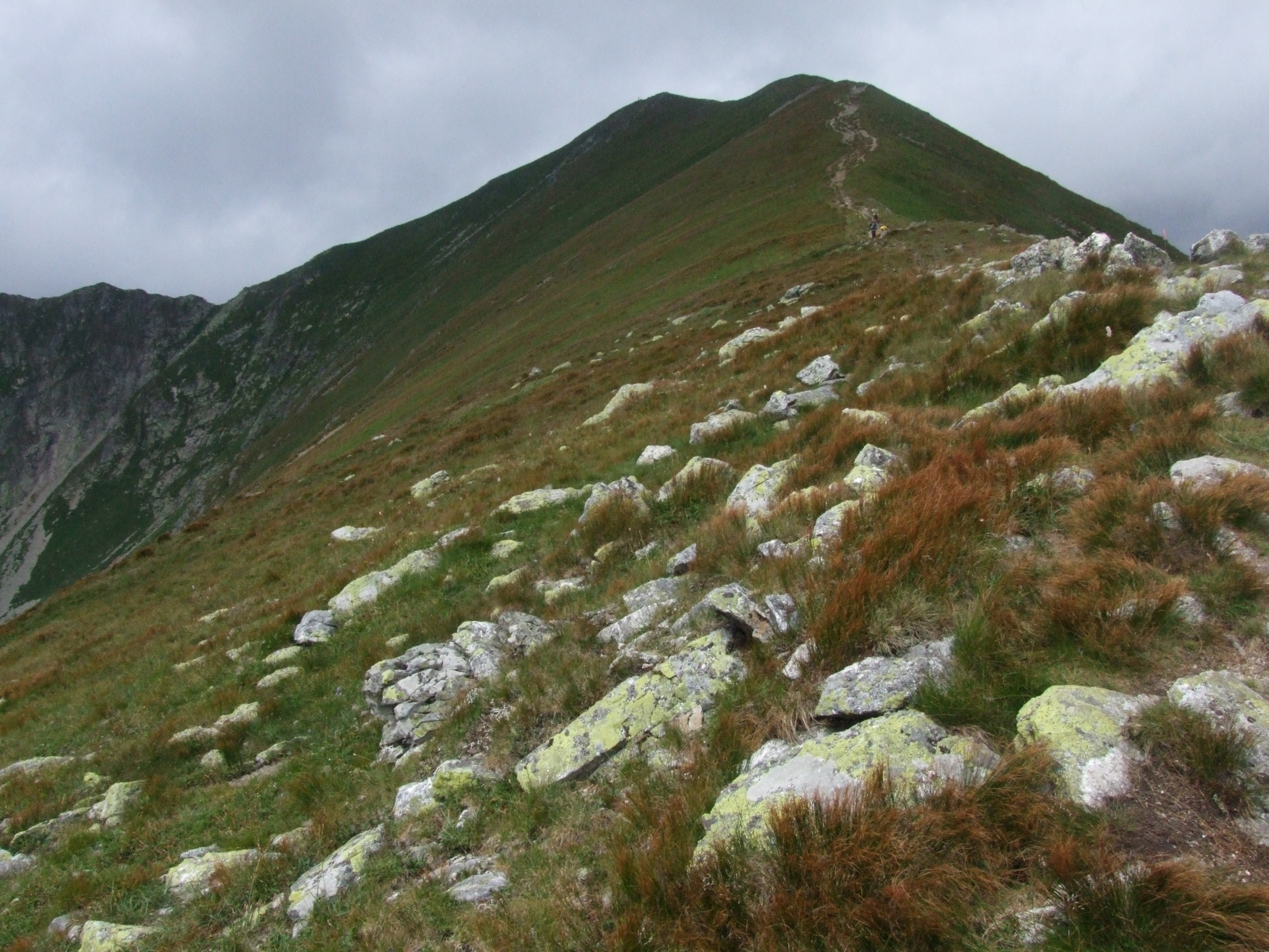
Bystrá z jihu, z hřebene Kobyla